# Lily Parr
Lilian "Lily" Parr (Saint Helens, Merseyside, Inglaterra; 26 de abril de 1905 - Goosnargh, Preston, Inglaterra; 24 de mayo de 1978) fue una futbolista profesional inglesa que jugaba de delantera. Conocida por su paso por el mítico Dick, Kerr Club de Preston.
En 2002 fue la primera mujer en ganar un lugar en el Salón de la Fama del fútbol inglés en el National Football Museum.

## Biografía

### Inicios
Parr nació en Union Street, Gerrard's Bridge, St. Helens; fue la cuarta hija de George y Sarah Parr. Su padre fue obrero en una fábrica de vidrios. Fue una niña intrépida y de contextura robusta, lo que le permitió jugar fútbol y rugby junto con los niños desde pequeña. Bajo la tutela de sus hermanos mayores se formó como deportista.

### Dick, Kerr's Ladies
Durante la Primera Guerra Mundial en Inglaterra, fue creciendo en el país el interés por el fútbol femenino, y la empresa de municiones de Preston Dick, Kerr & Co., donde trabajaban en mayoría mujeres, fundó su club de fútbol. El Dick, Kerr's Ladies acostumbraba atraer a muchos espectadores, incluido el famoso evento del 26 de diciembre de 1920 en Goodison Park, donde se registraron 53.000 espectadores.
A diferencia de hoy, los equipos femeninos jugaban contra equipos femeninos y masculinos, y Parr se ganó la fama de disparar el balón tan fuerte como cualquier jugador masculino. Su primer club fue su local St Helen's Ladies Team, antes de ser reclutada por el Dick, Kerr's Ladies. Durante su tiempo trabajando en Dick, Kerr & Co, Lily se alojó en Preston con su compañera Alice Norris. Fue en este tiempo cuando Lily desarrolló su adicción a los cigarros Woodbine. La empresa pagaba a la delantera 10 chelines por juego.
Lily comenzó su etapa en el Dick, Kerr's Ladies a los 14 años y jugaba de lateral por la izquierda. Fue en el New Year's Day de 1921 cuando jugó como extremo por primera vez, y anotó un hat-trick al Rest of Lancashire Team. En su primer año por el club, ella anotó 108 goles. Durante su carrera anotó 986 goles. De acuerdo con un artículo de la BBC, Lily anotó 43 goles en su primera temporada. En total, anotó más de 900 goles en su carrera entre 1919 y 1951.

### Últimos años de carrera
El número de equipos de fútbol femenino continuó creciendo hasta 1921, cuando la Asociación Inglesa de Fútbol prohibió a los clubes femeninos competir en canchas profesionales. El apoyo al fútbol femenino continuó declinando, aunque muchas mujeres, incluida Parr, continuaron jugando en canchas amateur y canchas de barrio. En 1922 el Dick, Kerr Ladies realizó una gira por Norteamérica. Jugaron nueve encuentros en Estados Unidos; ganaron tres, empataron tres y perdieron otros tres contra equipos masculinos de divisiones mayores. Parr continuó en el club, incluso luego de perder el patrocinio de la empresa, y ser refundado como Preston Ladies.
Dejó su trabajo en la fábrica Dick, Kerr & Co. y se dedicó a enfermera en un hospital psiquiátrico en Whittingham. Continuó jugando para el Preston Ladies, donde incluso fue parte de una gira por Francia, hasta su retiro del fútbol en 1951.
El resto de su vida lo pasó en gran parte en Goosnargh, cerca de Preston, junto a su novia Mary, quienes se convirtieron en un icono de los derechos LGBT. Lily falleció en 1978 a los 73 años por Cáncer de mama, sus restos fueron enterrados en su natal St. Helens.

## Estilo de juego
Con una estatura de 1.77 m., la fuerza de Parr era uno de sus grandes atributos. Ella destacaba por su fuerte disparo, entraba por la banda izquierda y tiraba al arco. Su compañera de equipo Joan Whalley dijo sobre Lily que "Ella patea como una mula".
Una publicación tras el encuentro entre Dick, Kerr's Ladies y Stoke en septiembre de 1923, describió a Lily como "Grande, rápida y fuerte, astuta y sirve los tiros de esquina mejor que muchos hombres." Además agrega que Parr "anota desde ángulos extraordinarios cuando cruza por la izquierda, con los que casi rompe la red."
La agresividad fue una de sus características de su juego. Durante la gira en Estados Unidos del Dick, Kerr's Ladies en 1922, el Washington Post reportó que Lily, con un juego agresivo registró dos goles de siete disparos al arco en el empate 4-4 contra un equipo masculino de Washington. En abril de 1921 fue expulsada por pelear en la victoria por 2-0 sobre Stoke United en el Old Recreation Ground ante 13.000 espectadores.

## Clubes
| Club                     | País       | Año   |
| ------------------------ | ---------- | ----- |
| St Helens Ladies         | Inglaterra | 1919  |
| Dick, Kerr's Ladies team | Inglaterra | 1920- |
| Preston Ladies           | Inglaterra | -1951 |

## Legado

### Estatua
En mayo de 2019 se anunció la instalación de una estatua en honor a Lily en el National Football Museum en Manchester. Fue estrenada en junio de 2019; Parr es la primera futbolista femenina en ser conmemorada con una estatua.